# Luis Villoro
Luis Villoro Toranzo (Barcelona, España, 3 de noviembre de 1922-Ciudad de México, México, 5 de marzo de 2014), conocido como Luis Villoro, fue un filósofo, investigador, profesor y diplomático mexicano de origen español. Fue hermano de Miguel Villoro Toranzo (abogado), así como padre del escritor Juan Villoro y de la escritora Carmen Villoro.

## Biografía
Luis Villoro nació en Barcelona el 3 de noviembre de 1922, del matrimonio formado por Miguel Villoro, un médico catalán y María Luisa Toranzo, una mexicana oriunda de San Luis Potosí. Luis hizo su doctorado en filosofía en la Facultad de Filosofía y Letras de la Universidad Nacional Autónoma de México (UNAM). En 1948 comenzó su labor como profesor en esta misma facultad. Fue fundador importante del Grupo Hiperión, como discípulo directo de José Gaos. Fue investigador del Instituto de Investigaciones Filosóficas desde 1971 y miembro de El Colegio Nacional desde 1978. En diciembre de 1986, obtuvo el Premio Nacional de Ciencias y Artes en el área de Historia, Ciencias Sociales y Filosofía. En 1989 le fue otorgado el Premio Universidad Nacional en Investigación en Humanidades. El 19 de octubre de 1989 fue designado Investigador Emérito del Instituto de Investigaciones Filosóficas. Fue miembro del Consejo Consultivo de Ciencias de la Presidencia de la República.
Luis Villoro fue un Investigador Emérito de la UNAM, donde obtuvo el título de licenciado en Letras y más tarde estudió la maestría y el doctorado en Filosofía. En su carrera universitaria ocupó diversos cargos, entre ellos, secretario particular del rector Ignacio Chávez y miembro de la Junta de Gobierno de la UNAM y profesor de la misma en la Facultad de Filosofía y Letras y el Instituto de Investigaciones Filosóficas.
Además, fue presidente de la Asociación Filosófica de México. Se desempeñó como embajador de México ante la Unesco y director de la Revista de la Universidad, teniendo también una activa vida política en su trabajo para varios movimientos y partidos de oposición de izquierda.
Fue doctor honoris causa por la Universidad Michoacana de San Nicolás de Hidalgo (2002), cuyo Instituto de Investigaciones Filosóficas lleva su nombre, así como de la Universidad Autónoma Metropolitana (2004), de la que fue fundador. Fue nombrado miembro honorario de la Academia Mexicana de la Lengua en septiembre de 2007.
Los últimos años de su vida fue militante del EZLN. Alrededor del año 2005 se acercó a formar parte del movimiento indígena Insurgente, desempeñando un puesto de "centinela en uno de los puestos de guardia de la periferia zapatista, es decir, en todo México". Fungió tal labor en clandestinidad incluso para sus allegados y familia, y no fue sino en un comunicado del propio Subcomandante Galeano, que salió plenamente a la luz su colaboración con la resistencia de los pueblos del sureste mexicano. En sus últimos trabajos como filósofo se vislumbra ya tal adherencia y simpatía por la causa de los pueblos originarios, y su lucha por la autodeterminación y gestión autónoma de sus recursos. Véase, por ejemplo, su libro Estado plural, pluralidad de culturas.
El 5 de marzo de 2014, muere a los 91 años, a causa de un paro respiratorio. Fue uno de los más destacados pensadores de la filosofía en México.

## Pensamiento
Los principales temas de la filosofía de Luis Villoro son los siguientes: la comprensión metafísica de la alteridad, los límites y alcances de la razón, el vínculo entre el conocimiento y el poder, la búsqueda de la comunión con los otros, la reflexión ética sobre la injusticia, la defensa del respeto a las diferencias culturales, y la dimensión crítica del pensamiento filosófico. Su larga trayectoria intelectual se puede dividir en tres etapas: una primera etapa de lo particular o de la filosofía histórica, una segunda etapa de lo universal o de la filosofía teórica, y una tercera etapa de “síntesis” o de la filosofía práctica.
Entre diversos temas particulares Villoro dedicó diversos texto al estudio de la filosofía de los pueblos indígenas, el pensamiento de Ludwig Wittgenstein y de René Descartes, también dedicó importantes textos a la reflexión sobre el silencio. Asimismo, realizó un importante estudio sobre el indigenismo en México, un análisis sobre lo que él denominó "la revolución de Independencia" en México, y una propuesta sobre la configuración de un Estado Plural acorde con el carácter multicultural de México, así como una reflexión sobre la necesidad de pensar en una democracia ampliada a raíz del levantamiento del EZLN en 1994.

## Archivo Luis Villoro
En la Biblioteca del Instituto de Investigaciones Filosóficas  de la UNAM, se puede consultar el fondo documental que en su momento fue el archivo personal de Luis Villoro. Igualmente la Biblioteca "El Ateneo de la Juventud" de la comunidad de Filosofía (Facultad e Instituto de Investigaciones Filosóficas) de la Universidad Michoacana de San Nicolás de Hidalgo cuenta con el "Fondo Villoro" en sus acervos, a partir de la donación de la biblioteca personal del filósofo, y que cuenta con más de 6000 volúmenes.

### Obras del autor
- Los grandes momentos del indigenismo en México. México: El Colegio de México, 1950.
- El sentido de la vida, México: UNAM, 1953
- El proceso ideológico de la revolución de independencia, México: UNAM, 1953.
- Páginas filosóficas, Jalapa: Universidad Veracruzana, 1962.
- La idea y el ente en la filosofía de Descartes, México: FCE, 1965.
- Signos políticos, México: Grijalbo, 1974.
- Estudios sobre Husserl, México: UNAM, 1975.
- Creer, saber, conocer, México: Siglo XXI, 1982.
- El concepto de ideología y otros ensayos, México: FCE, 1985.
- El pensamiento moderno. Filosofía del renacimiento, México: FCE / El Colegio Nacional, 1992.(reedición en colección Tezontle FCE 2010)
- En México, entre libros. Pensadores del siglo XX, México: FCE, 1995.
- El poder y el valor. Fundamentos de una ética política, México: FCE / El Colegio Nacional, 1997.
- Estado plural, pluralidad de culturas. México: Paidós / UNAM, 1998.
- De la libertad a la comunidad, México: Ariel / ITESM, 2001.
- Vislumbres de lo otro. Ensayos de filosofía de la religión. México: El Colegio Nacional, 2006.
- Los retos de la sociedad por venir, México: FCE, 2007.
- La significación del silencio y otros ensayos, México: Universidad Autónoma Metropolitana, 2008.